# Operário AC
Operário AC  is een Braziliaanse voetbalclub uit Caarapó in de staat Mato Grosso do Sul. 

## Geschiedenis
De club werd opgericht op 3 mei 1952 in Dourados, de clubkleuren werden overgenomen van Operário FC. In 1976 speelde de club voor het eerst in de hoogste klasse het Campeonato Mato-Grossense. Nadat de staat Mato Grosso in 1979 gesplitst werd ging de club in de hoogste klasse van het Campeonato Sul-Mato-Grossense spelen. Met uitzondering van seizoen 1981 speelde de club tot 1983 in de competitie. Daarna werd de club weer een amateurclub. Van 1994 tot 2002 speelde de club opnieuw in de hoogste klasse, behalve in 1997. Na nog twee deelnames aan de tweede klasse keerde de club in 2017 terug als profclub en kon meteen de titel afdwingen. Na twee seizoenen hoogste klasse degradeerde de club echter weer en werd andermaal een amateurclub. 
In 2021 verhuisde de club naar Caarapó en schreef zich in voor de tweede klasse van 2022, waar ze kampioen werden. In 2023 werd de club laatste en degradeerde andermaal. 